# Budizam na Zapadu
Budizam na Zapadu pozdrazumeva širenje budizma izvan Azije, ka Evropi i Americi. Na zapadu je moguće pronaći mnoštvo budističkih centara, od kojih mnogi primaju monahe koji slede različite monaške tradicije.
Trenutno ima više od sto budističkih centara i udruženja u Velikoj Britaniji, a mnogo više u Sjedinjenim Državama. Neki od njih su prvenstveno centri za budističke imigrante iz Azije (na primer, tajlandski hram u Vimbldonu, London, i kmerski hram blizu Njujorka); drugi su više okrenuti Zapadnjacima koji žele da nauče meditaciju, ili da žive u skladu sa budističkim pravilima.
Danas se procenjuje da u Britaniji ima oko 100 000 budista, što ih čini četvrtom religijom po veličini, posle hrišćanstva, islama i judaizma.

## Istorija
Budizam je na Zapad ponovo stigao u 19. veku, i odmah je izazvao veliko interesovanje filozofa, između ostalih Šopenhauera i Ničea. Nemački filozof Fridrih Niče je u svom čuvenom delu Antihrist dao sledeću ocenu budizma:
Osuđujući hrišćanstvo ne bih želeo da budem nepravedan prema jednoj srodnoj religiji koja po broju sledbenika čak premaša prvu: prema budizmu. Kao nihilističke religije obe spadaju zajedno — one su religije decadence... No, budizam je stotinu puta realističniji od hrišćanstva — on je u krvi nasledio objektivno i hladno postavljanje problema, on dolazi nakon niza stoleća istrajnog filozofskog traganja. Kada on nastaje pojam "bog" je već ukinut. Budizam je jedina doslovno pozitivistička religija koju nam istorija dozvoljava da upoznamo, pa čak i njenu teoriju saznanja (jedan strogi fenomenalizam). On više ne veli "borba protiv greha", nego, dajući sasvim za pravo stvarnosti, "borba protiv trpljenja". Iza sebe je već ostavio — čime se duboko razlikuje od hrišćanstva — samoobmanu u pojmovima o moralu, — on je, rečeno mojim jezikom, s one strane dobra i zla.— Fridrih Niče
Zanimanje Britanaca za budizam počelo je krajem XIX veka sa delovanjem Pali Text Society, koje je 1881. godine osnovao T. V. Ris Dejvids (1843—1922) i bio njegov prvi predsednik. Posle smrti, na tom mestu ga je nasledila supruga K. A. F. Ris Dejvids (1857—1942). Društvo je podsticalo prevodilački rad, istorijske i filološke studije.
Razni evropski naučnici su, takode, preveli niz značajnih tekstova, među njima je i Edvard Konc, a neki od njih su postali i budistički monasi, boraveći u Aziji dugi niz godina. Prvi budistički centar u Velikoj Britaniji osnovao je 1908. godine engleski monah zaređen u Burmi.
Friends of the Western Buddhist Order (organizacija koju je u Londonu 1967. godine osnovao poštovani Sangarakšita) ima članove u čitavoj Evropi i Severnoj Americi, od kojih su većina mahajana budisti.

## Literatura
- Enciklopedija živih religija, Nolit, Beograd. 2004.  978-86-19-02360-3.
- Kembridžova ilustrovana istorija religije, Stylos, Novi Sad. 2006.  978-86-7473-281-6.